# 무인 주차 로봇
차량을 싣고 원하는 곳으로 이동시키는 발레파킹 로봇이다.

## 상세
국내 최대 로봇산업 전시회 '로보월드 2023'에서 현대위아가 국내 최초로 공개했다. 차량 하부로 진입해 차량을 들어올리고 이동시키는 얇고 넓은 판자 형태의 로봇이다.
라이다 센서가 장착된 무인 주차 로봇은 차량 바퀴의 크기, 거리 등을 정확히 인식한 후 집게발로 바퀴를 떠받쳐 차량을 들어올리고 이동시킨다. 로봇 2대가 전륜과 후륜에 붙어 차량 한 대를 들어올릴 수 있다. 현재 2.2t 무게까지 실을 수 있으며, 3t까지 실을 수 있는 로봇을 개발 중이다.
게처럼 옆으로 이동하거나 제자리 회전하는 동작도 구현할 수 있으며, 별도의 시나리오를 설정하면 전기차 충전 잔량에 따라 차량을 충전기로 이동시키는 작업 또한 가능하다. 해당 로봇은 차량의 모든 방향으로 진입과 이동이 가능해 주차 공간 활용을 수월하게 만든다.
현대차그룹이 주차 로봇을 가지고 차이코프스키 '꽃의 왈츠'에 맞춰 춤추는 영상을 공개했다. 이는 AI를 활용해 만든 영상이지만 현대차그룹 메타플랜트 아메리카와 싱가포르 혁신센터에서 활용되고 있다고 한다.

## 같이 보기
주차
로봇
현대위아
현대자동차그룹